# Paul Rimbaud
Paul Félicien Antoine Rimbaud (Tolone, 2 marzo 1906 – Isole Kerkenna, 15 dicembre 1940) è stato un militare francese, tra i primi ad aderire alle Forces navales françaises libres dopo la firma dell'armistizio del 22 giugno 1940. Dichiarato Mort pour la France, già Cavaliere della Legion d'onore, fu insignito postumo dell'Ordre de la Libération,  della Croix de guerre 1939-1945 e della Médaille de la Résistance.

## Biografia
Nacque il 2 marzo 1906 a Tolone, Var, figlio di Paul, commissario di marina, e di  Anna Pauline Augusta Lanflé. Si arruolò nella Marine nationale  all'età di 17 anni, e conseguì il brevetto di meccanico presso la Scuola meccanici di Tolone.
Premier maître a 22 anni, divenne poi ufficiale di macchina, e tra il 1925 e il 1939 fu imbarcato su una dozzina di unità navali della Marina.  Il 10 giugno 1930 sposò a Cannes la signorina Marie Henriette Andrée, e il 30 giugno 1937 fu insignito della Croce di Cavaliere della Legion d'onore.
Offertosi volontario per il servizio sui sottomarini, nel 1940 si trovava imbarcato, come ingegnere meccanico di prima classe, sul sottomarino Narval di base a Biserta, in Tunisia, con il compito di monitorare il traffico navale italiano da e per la Libia.
Alla firma dell'armistizio del 22 giugno 1940 il Narval si trovava nel porto di Sousse, e saputo che l'armistizio doveva entrare ufficialmente in vigore il 25 dello stesso mese il comandante François Drogou decise di salpare.
Fatta opera di convincimento su parte dell'equipaggio, lasciato a terra 31 marinai che avevano deciso di non aderire all'iniziativa, l'unità prese il mare la sera del giorno 24 per raggiungere Malta il giorno 26.  Lui,il comandante, l'equipaggio e il battello entrarono in servizio nelle Forces navales françaises libres. Il Narval fu la prima nave francese a rispondere all'appello di de Gaulle, e l'unico sottomarino francese nel Mediterraneo a farlo. La sua prima missione operativa avvenne dal 25 settembre all'8 ottobre 1940, seguita da una seconda dal 25 ottobre al 3 novembre 1940 tra Lampedusa e le isole Kerkenna.
Durante una terza missione davanti alle acque di Derna, Africa Settentrionale Italiana, iniziata il 2 dicembre, il Narval scomparve con tutto l'equipaggio il 15 dicembre 1940.
Il 1 gennaio 1941 Paul Rimbaud fu promosso postumo al grado di capo ingegnere meccanico. I subacquei italiani hanno scoperto il relitto del Narval, con la prua spaccata apparentemente per l'urto contro una mina appartenente ad un campo minato difensivo francese, al largo delle isole Kerkenna nel Golfo di Gabès nell'ottobre 1957.
A Brest il suo nome compare sulla stele eretta in omaggio all'equipaggio del Narval sulla spianata del castello. A Tolone il nome di Paul Félicien Antoine Rimbaud è iscritto sul monumento commemorativo dei sommergibilisti eretto nel parco della Tour royale.

### Annotazioni
1. ↑  Al momento dell'armistizio il Narval fu uno delle rare navi da guerra francesi, le altre furono il sottomarino Rubis e il pattugliatore Président Houduce a raggiungere immediatamente le forze del generale Charles de Gaulle.

### Fonti
1. 1 2 3  Memorial National des Marins.
2. 1 2 3  Ordre de la Liberation.
3. 1 2 3 4 5 6  Memorial.
4. 1 2 3 4 5  Auphan, Mordal 1959, p. 159.
5. ↑  Wingate 2003, p. 30.
6. ↑  Wingate 2003, p. 29.
7. ↑   Mémorial GenWeb - Monument Narval Brest, su memorialgenweb.org. URL consultato il 22 ottobre 2022.
8. ↑  (FR) Mémorial GenWeb - Monuments sous-mariniers Toulon, su memorialgenweb.org. URL consultato il 12 ottobre 2022.